# Lipiny (powiat augustowski)
Lipiny – osada leśna w Polsce położona w województwie podlaskim, w powiecie augustowskim, w gminie Płaska. Leży na obszarze Puszczy Augustowskiej nad Kanałem Augustowskim wokół leśniczówki Lipiny. 
Osada jest częścią składową sołectwa Rudawka.
W latach 1975–1998 miejscowość należała administracyjnie do województwa suwalskiego.